# هرمان ویگرز
هرمان ویگرز (انگلیسی: Hermann Wiggers; ۷ آوریل ۱۸۸۰ – 1968) بازیکن فوتبال اهل آلمان بود.
وی همچنین در تیم ملی فوتبال آلمان بازی کرده‌است.